# 2C-Bu
2C-Bu，化学名：2,5-二甲氧基-4-丁基苯乙胺（英語：2,5-dimethoxy-4-butylphenethylamine）是一种含氮有机化合物，分子式C
14H
23NO
2，属于2,5-二甲氧基苯乙胺衍生物（2C类化合物），结构上相关的化合物还有2C-iBu、2C-tBu和2C-sBu。